# Campionato mondiale di scherma 1948
Il Campionato mondiale di scherma del 1948 si è svolto a L'Aia, nei Paesi Bassi. Si disputò solo la competizione del fioretto femminile a squadre, in quanto unica gara non compresa nel programma olimpico di Londra 1948.

## Donne
| Evento                        | Oro                                                                                                 | Argento                                                                             | Bronzo                                                                                    |
| Fioretto                      | |                                                                                     |                                                                                           |
| Fioretto a squadre (dettagli) | Danimarca Solveig Jørgensen Karen Lachmann Kate Mahaut Grete Olsen Ulla Barding Kirsten Suhr-Hansen | Ungheria Ilona Elek Margit Elek Éva Kun Katalin Horváth Magdolna Nyári Ilona Vargha | Francia Jacqueline Baudot Renée Garilhe Françoise Gouny Alice Karren Louisette Malherbaud |

## Medagliere
| Posizione | Nazione   |   |   |   | Totale |
| --------- | --------- | - | - | - | ------ |
| 1         | Danimarca | 1 | 0 | 0 | 1      |
| 2         | Ungheria  | 0 | 1 | 0 | 1      |
| 3         | Francia   | 0 | 0 | 1 | 1      |
| Totale    | Totale    | 1 | 1 | 1 | 3      |